# Mesechites
Mesechites é um género botânico pertencente à família Apocynaceae.

## Espécies
- Mesechites acuminatus
- Mesechites angustifolius
- Mesechites citrifolius
- Mesechites mansoanus
- Mesechites minimus
- Mesechites repens
- Mesechites roseus
- Mesechites trifidus